# Chironomus albiscapula
Chironomus albiscapula är en tvåvingeart som först beskrevs av Jean-Jacques Kieffer 1918.  Chironomus albiscapula ingår i släktet Chironomus och familjen fjädermyggor. Inga underarter finns listade i Catalogue of Life.